# DDRオーバーリーガ
DDRオーバーリーガ（ドイツ語: DDR-Oberliga）は、旧東ドイツにおけるサッカー1部リーグ。東西ドイツの統一にともなって消滅した。所属チームの多くは、旧西ドイツで行われていたブンデスリーガに編入された。

## 歴史

### DDRオーバーリーガの成立まで
第二次世界大戦後、敗戦国のドイツはソ連、イギリス、フランス、アメリカ合衆国の四国に占領された。そのうち、ソ連の占領地区で、1947年から1948年にかけて占領地区内の優勝を争うトーナメントが開始された。占領地区内で優勝したSGプラニッツは、各占領地区選抜の優勝決定戦に進出したが優勝は果たせなかった。1948年、ソ連を除く三国が占領地区の統合を図ったことで東西ドイツの分裂は決定的となり、1949年にドイツ民主共和国（DDR）が成立した。これに伴ってDDRオーバーリーガが発足した。なお、2部リーグは単にリーガ（Liga）と称する。

### DDRオーバーリーガ発足
1949年、第1回のDDRオーバーリーガが開催された。結果は以下の表のように、ZSGホルヒ・ツヴィッカウ（ZSG Horch Zwickau）が、SGフリードリヒシュタット（SG Friedlichstadt)をおさえて優勝を手にした。
| 1949年/1950年 |                                      |        |    |    |    |        |     |       |
| 順位          | クラブ名                             | 試合数 | 勝 | 分 | 負 | 得失点 | 差  | 勝点  |
| 1.            | ZSG Horch Zwickau                    | 26     | 20 | 1  | 5  | 69:27  | +42 | 41-11 |
| 2.            | SG Friedrichstadt                    | 26     | 18 | 3  | 5  | 87:29  | +58 | 39-13 |
| 3.            | BSG Waggonbau Dessau                 | 26     | 17 | 3  | 6  | 67:36  | +31 | 37-15 |
| 4.            | BSG Turbine Erfurt                   | 26     | 15 | 5  | 6  | 58:30  | +28 | 35-17 |
| 5.            | ZSG Union Halle                      | 26     | 13 | 5  | 8  | 56:38  | +18 | 31-21 |
| 6.            | BSG Franz Mehring Marga              | 26     | 13 | 5  | 8  | 49:48  | +1  | 31-21 |
| 7.            | BSG Märkische Volksstimme Babelsberg | 26     | 10 | 4  | 12 | 42:66  | -24 | 24-28 |
| 8.            | ZSG Industrie Leipzig                | 26     | 8  | 6  | 12 | 38:45  | -7  | 22-30 |
| 9.            | Einheit Meerane                      | 26     | 9  | 3  | 14 | 38:56  | -18 | 21-31 |
| 10.           | BSG Hans Wendler Stendal             | 26     | 7  | 5  | 14 | 31:45  | -14 | 19-33 |
| 11.           | SG Gera Süd                          | 26     | 6  | 7  | 13 | 34:54  | -20 | 19-33 |
| 12.           | ZSG Altenburg                        | 26     | 6  | 5  | 15 | 34:50  | -16 | 17-35 |
| 13.           | ZSG Anker Wismar                     | 26     | 6  | 5  | 15 | 35:60  | -25 | 17-35 |
| 14.           | BSG Vorwärts Schwerin                | 26     | 4  | 3  | 19 | 30:84  | -54 | 11-41 |

DDRオーバーリーガの各クラブは、ドイツ社会主義統一党 (SED) 独裁政権の影響下におかれている。そのため、たびたび政府によってチーム名が改称されることがあった。初代優勝チームが本拠地とするツヴィッカウは、トラバント（旧東独で盛んに生産された自動車）の生産地であったこともあり、BSGモーター・ツヴィッカウ（BSG Motor Zwickau）と改称した。また、場合によっては政府の決定でクラブ全体が他の都市のメンバーと入れ替えられることもあった。その代表的な例としては、1954年には、SCエンポール・ラウターとSCエンポール・ロストック（のちのハンザ・ロストック）のメンバーが急遽入れ替えられたことなどが挙げられる。1971年にはFCフォルヴェルツ・ベルリンとFCフォルヴェルツ・フランクフルト（・アン・デア・オーダー）も同様の交替がなされている。
1950年代には、アウエを本拠地とするSCヴィスムート・カール＝マルクス＝シュタット（SC Wismut Karl-Marx-Stadt、現在のエルツゲビルゲ・アウエ）が3連覇を含む4度の優勝を果たした。ハンガリーの反ソ自由化運動に対してソ連軍が侵攻した1956年、ソ連のリーグ戦にあわせて新年から秋までを1シーズンとすることが定められた。（1961年より、再び従来の日程進行に戻された。）

### 「ディナモ」の時代
1970年代は、SGディナモ・ドレスデンが活躍し、3連覇を含む5度の優勝を果たした。その後、70年代末からはベルリナーFCディナモが快進撃を続け、1987年のリーグ戦まで10連覇の偉業を成し遂げた。とはいえ、「ディナモ」を冠するチームには特殊な事情がある。SVディナモ（Sportvereinigung Dynamo）とは、東独の国家保安省（秘密警察・情報機関）とも関係の深いスポーツクラブ群であり、扱う競技はサッカーにとどまらずアイスホッケー、乗馬、スキーなど多種に渡った。どの競技においても事実上の東ドイツ代表であり、近代オリンピックやワールドカップの代表もディナモのメンバーから多く選出された。

### ブンデスリーガへの併合
1989年11月、ベルリンの壁が崩壊した。東ドイツの崩壊と西ドイツへの合併が迫る中、東ドイツサッカー協会は解散し、北東ドイツサッカー協会（Nordostdeutsche Fußballverband）へと再編された。そのため、1990年から91年にかけてのリーグ戦は、NOFVオーバーリーガ（NOFV-Oberliga）の名称で開催された。これが、事実上最後のDDRオーバーリーガである。最後の優勝は、1.FCディナモ・ドレスデンをおさえてハンザ・ロストックが手に入れた（下図参照）。最後のリーグ戦で、「ディナモ」のチームが優勝できなかったこと、中世ドイツを思い出させる「ハンザ」を冠したチームが優勝を手に入れたことは、東西ドイツの時代が終わったことを象徴していたのかもしれない。
| 1990年/1991年 |                             |        |    |    |    |        |     |       |
| 順位          | クラブ名                    | 試合数 | 勝 | 分 | 負 | 得失点 | 差  | 勝点  |
| 1.            | Hansa Rostock               | 26     | 13 | 9  | 4  | 44:25  | +19 | 35-17 |
| 2.            | Dynamo Dresden              | 26     | 12 | 8  | 6  | 48:28  | +20 | 32-20 |
| 3.            | FC Rot-Weiß Erfurt          | 26     | 11 | 9  | 6  | 30:26  | +4  | 31-21 |
| 4.            | Hallescher FC Chemie        | 26     | 10 | 9  | 7  | 40:31  | +9  | 29-23 |
| 5.            | Chemnitzer FC               | 26     | 9  | 11 | 6  | 24:23  | +1  | 29-23 |
| 6.            | FC Carl Zeiss Jena          | 26     | 12 | 4  | 10 | 41:36  | +5  | 28-24 |
| 7.            | 1. FC Lokomotive Leipzig    | 26     | 10 | 8  | 8  | 37:33  | +4  | 28-24 |
| 8.            | BSV Stahl Brandenburg       | 26     | 9  | 9  | 8  | 34:31  | +3  | 27-25 |
| 9.            | Eisenhüttenstädter FC Stahl | 26     | 7  | 12 | 7  | 29:25  | +4  | 26-26 |
| 10.           | 1. FC Magdeburg             | 26     | 9  | 8  | 9  | 34:32  | +2  | 26-26 |
| 11.           | FC Berlin                   | 26     | 7  | 8  | 11 | 25:39  | -14 | 22-30 |
| 12.           | FC Sachsen Leipzig          | 26     | 6  | 10 | 10 | 23:38  | -15 | 22-30 |
| 13.           | FC Energie Cottbus          | 26     | 3  | 10 | 13 | 21:38  | -17 | 16-36 |
| 14.           | Viktoria Frankfurt/Oder     | 26     | 4  | 5  | 17 | 29:54  | -25 | 13-39 |

### その後の旧東独クラブ
かつてのDDRオーバーリーグのクラブは、1992年のシーズンよりブンデスリーガに参入し、ハンザ・ロストックとディナモ・ドレスデンが1部リーグに所属した。ハンザ・ロストックはその年に降格し（1995年に1部復帰）、ディナモ・ドレスデンは1995年に2部に降格した。2000年よりエネルギー・コットブスがブンデスリーガ1部に在籍したが、2003年に2部へ降格した。2005年にハンザ・ロストックが再び2部に降格したため、2005/06シーズンのブンデスリーガ1部から旧東ドイツのクラブチームは消滅していた。2006年にエネルギー・コットブスがブンデスリーガ1部に復帰している。

## 記録
1949年から1991年までの観客動員数は、合計でおよそ8千7百万人ほどとされる。一試合平均で1万人を超える計算である。通算のゴール数は24200ゴールであった。（一試合平均は3.01ゴール。）

## 歴代優勝クラブ

### ソ連占領地区時代
- 1947/48 SGプラニッツ
- 1948/49 ZSGウニオン・ハレ

### DDRオーバーリーガ
- 1949/50 ZSGホルヒ・ツヴィッカウ
- 1950/51 BSGヒェミー・ライプツィヒ
- 1951/52 BSGトゥルビネ・ハレ
- 1952/53 SGディナモ・ドレスデン
- 1953/54 トゥルビネ・エアフルト
- 1954/55 トゥルビネ・エアフルト
- 1955 SCヴィスムート・カール＝マルクス＝シュタット（半年の短期シリーズ）
- 1956 SCヴィスムート・カール＝マルクス＝シュタット
- 1957 SCヴィスムート・カール＝マルクス＝シュタット
- 1958 ASKフォルヴェルツ・ベルリン
- 1959 SCヴィスムート・カール＝マルクス＝シュタット
- 1960 ASKフォルヴェルツ・ベルリン
- 1961/62 ASKフォルヴェルツ・ベルリン
- 1962/63 SCモーター・イェーナ
- 1963/64 BSGヒェミー・ライプツィヒ
- 1964/65 ASKフォルヴェルツ・ベルリン
- 1965/66 FCフォルヴェルツ・ベルリン
- 1966/67 FCカール＝マルクス＝シュタット
- 1967/68 FCカールツァイス・イェーナ
- 1968/69 FCフォルヴェルツ・ベルリン
- 1969/70 FCカールツァイス・イェーナ
- 1970/71 SGディナモ・ドレスデン
- 1971/72 1.FCマクデブルク
- 1972/73 SGディナモ・ドレスデン
- 1973/74 1.FCマクデブルク
- 1974/75 1.FCマクデブルク
- 1975/76 SGディナモ・ドレスデン
- 1976/77 SGディナモ・ドレスデン
- 1977/78 SGディナモ・ドレスデン
- 1978/79 ベルリナーFCディナモ
- 1979/80 ベルリナーFCディナモ
- 1980/81 ベルリナーFCディナモ
- 1981/82 ベルリナーFCディナモ
- 1982/83 ベルリナーFCディナモ
- 1983/84 ベルリナーFCディナモ
- 1984/85 ベルリナーFCディナモ
- 1985/86 ベルリナーFCディナモ
- 1986/87 ベルリナーFCディナモ
- 1987/88 ベルリナーFCディナモ
- 1988/89 SGディナモ・ドレスデン
- 1989/90 1.FCディナモ・ドレスデン

### NOFVオーバーリーガ
- 1990/91 ハンザ・ロストック

## クラブ別優勝回数
| クラブ                                       | 優勝回数 |
| -------------------------------------------- | -------- |
| ベルリナーFCディナモ                         | 10       |
| SGディナモ・ドレスデン                       | 8        |
| FCフォルヴェルツ・ベルリン                   | 6        |
| FCカールツァイス・イェーナ                   | 3        |
| 1.FCマクデブルク                             | 3        |
| SCヴィスムート・カール＝マルクス＝シュタット | 3*       |
| SGヒェミー・ハレ                             | 2        |
| BSGヒェミー・ライプツィヒ                    | 2        |
| ZSGホルヒ・ツヴィッカウ                      | 2        |
| トゥルビネ・エアフルト                       | 2        |
| ハンザ・ロストック                           | 1        |
| FCカール＝マルクス＝シュタット               | 1        |

* 1955年のタイトルを含まない。